# إيويل بلاكويل
إيويل بلاكويل (بالإنجليزية: Ewell Blackwell)‏ هو لاعب كرة قاعدة أمريكي، ولد في 23 أكتوبر 1922 في فريسنو في الولايات المتحدة، وتوفي في 29 أكتوبر 1996 في هينديرسونفيل في الولايات المتحدة.

## وصلات خارجية
- إيويل بلاكويل على موقع دوري كرة القاعدة الرئيسي (الإنجليزية)
- إيويل بلاكويل على موقعبيزبول رفرنس.كوم (الدوري الرئيسي) (الإنجليزية)
- إيويل بلاكويل على موقعبيزبول رفرنس.كوم (الدوري الثانوي) (الإنجليزية)
- إيويل بلاكويل على موقع مشجعي الرسوم البيانية (الإنجليزية)